# Fillols
Fillols es una localidad  y comuna francesa, situada en el departamento de Pirineos Orientales en la región de Languedoc-Rosellón y comarca histórica de  Conflent.
A sus habitantes se les conoce por el gentilicio de fillolincs.

## Geografía
Fillols se encuentra situada al pie del macizo del Canigó, a una altitud media de 650 m s. n. m.

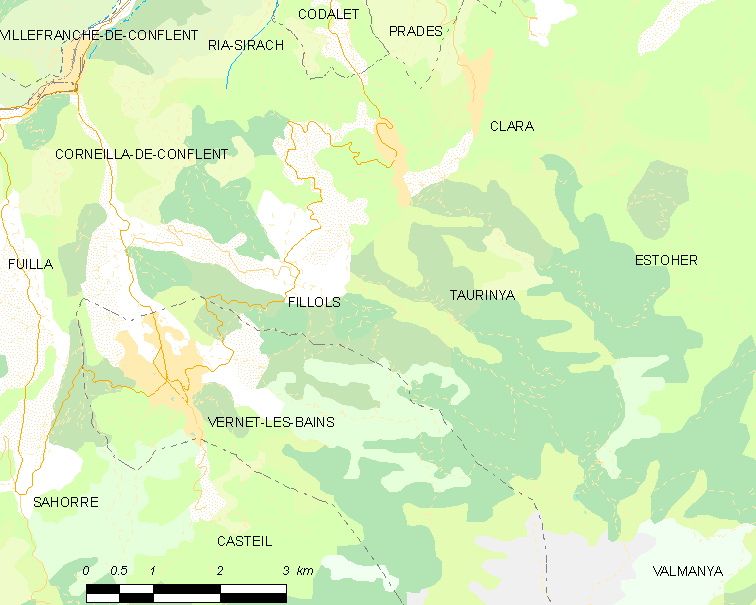
Situación de Fillols

## Demografía
| 136 | 187 | 141 | 163 | 141 | 141 |
| Para los censos de 1962 a 1999 la población legal corresponde a la población sin duplicidades (Fuente: INSEE [Consultar]) |     |     |     |     |     |